# Мерзебург
Мерзебург (нім. Merseburg) — місто в Німеччині, розташоване в землі Саксонія-Ангальт. Адміністративний центр району Заалє.
Площа — 54,71 км2. Населення становить 36 480 осіб. (станом на 31 грудня 2023).

## Місцевості
- Чербен (Мерзебург)